# Referendum in Azerbaigian del 1993
Il referendum in Azerbaigian del 1993 si svolse il 29 agosto 1993, in seguito al un colpo di Stato di giugno, per chiedere ai cittadini il voto di fiducia nei confronti del presidente della repubblica Abülfaz Elçibay.
Solo il 2% degli elettori votò "sì", con un'affluenza dichiarata del 91,6%. Elçibey venne quindi formalmente rimosso dall'incarico il 1º settembre 1993, sostituito ad interim dal presidente del parlamento Heydər Əliyev, che venne poi confermato ed eletto nelle elezioni presidenziali del 3 ottobre con il 99% dei consensi.

## Contesto
A seguito dell'incapacità a fronteggiare l'emergenza della guerra contro l'Armenia e di risollevare le sorti dell'economia nazionale, il governo del Fronte Popolare dell'Azerbaigian cominciò ben presto a aggravare ulteriormente la propria immagine a causa della dilagante corruzione dei suoi funzionari a tutti i livelli della gerarchia politica e amministrativa. Il dissenso per le sconfitte militari nel Nagorno-Karabakh e per la situazione interna esplose in una rivolta aperta il 4 giugno 1993, quando la Guardia Presidenziale Azera cercò di reprimere l'insurrezione armata capitanata dal Colonnello Surat Huseynov nella seconda città più importante del paese, Ganja, con l'uccisione di circa 60 rivoltosi.
Sostenuto dalla Russia, Huseynov non solo respinse le forze presidenziali, ma iniziò una controffensiva contro la capitale azera Baku. Nel caos generale causato dall'attacco dei rivoltosi, l'esercito armeno approfittò della ritirata dal fronte dei militari azeri accorsi in sostegno del colonnello Surat Huseynov, per penetrare all'interno del territorio azero e conquistare ben 7 distretti azeri fuori della regione contesa del Nagorno Karabakh nell'estate del 1993.
Con l'avvicinarsi dei rivoltosi a Baku, il presidente Abülfaz Elçibay fu costretto a fuggire nel suo villaggio nativo di Keleki nel Naxçıvan. Prima di partire Elçibay convocò i precedenti membri del Politburo sovietico e l'allora capo del Nakhichevan Heydər Əliyev a Baku il 9 giugno 1993 per organizzare un governo provvisorio.
Heydər Əliyev assunse ben presto il controllo della situazione diventando Presidente del Parlamento azero il 15 giugno 1993 e assumendo nove giorni dopo pieni poteri presidenziali, approfittando del vuoto di potere lasciato dalla fuga di Elçibəy. Come prima iniziativa Əliyev firmò l'Accordo di Biškek che poneva termine alle ostilità con le forze armene, e rafforzò i propri poteri invocando un referendum per destituire formalmente Elçibəy dalla carica presidenziale.
Il 3 ottobre 1993, dopo avere indetto nuove elezioni presidenziali, vinte con il 99% dei consensi, Heydər Əliyev divenne il nuovo Presidente dell'Azerbaigian.

## Risultati
| Scelta                                  | voti      | %    |
| --------------------------------------- | --------- | ---- |
| Sì                                      | 77,730    | 2.0  |
| No                                      | 3.673.978 | 98,0 |
| Voti non validi/vuoti                   | 16.220    | –    |
| Totale                                  | 3.767.928 | 100  |
| Elettori registrati/affluenza alle urne | 4.097.367 | 92,0 |
| Fonte: Nohlen et al.                    |           |      |